# Vasile Mușat
Vasile Mușat (* 15. März 1926 in Călinești, Kreis Argeș; † 1999 in Bukarest) war ein rumänischer Diplomat und Politiker der Rumänischen Kommunistischen Partei PMR (Partidul Muncitoresc Român) und ab 1965 PCR (Partidul Comunist Român), der unter anderem von 1965 bis 1971 Botschafter in Kuba, zwischen 1978 und 1979 Sekretär des Zentralkomitees (ZK) der PCR sowie von 1983 bis 1990 Botschafter in Mosambik sowie Lesotho war.

## Leben

### Erster Sekretär des Jugendverbandes und Abgeordneter
Mușat absolvierte nach dem Schulbesuch eine Berufsausbildung zum Drechsler und trat im Juni 1945 der damaligen Kommunistischen Partei PCR (Partidul Comunist din România) als Mitglied bei. In der Folgezeit engagierte er sich als Funktionär in der Union der jungen Werktätigen UTM (Uniunea Tineretului Muncitor), dem Jugendverband der Partei, und war zwischen dem 21. März 1949 und dem 30. Juni 1956 Mitglied des Sekretariats im ZK der UTM, und zwar vom 10. Juni bis 22. August 1952 als Sekretär und daraufhin zwischen dem 22. August 1952 und dem 1. August 1954 als Erster Sekretär des ZK der UTM. 
1952 wurde er erstmals Mitglied der Großen Nationalversammlung (Marea Adunare Națională) und vertrat dort bis 1957 den Wahlkreis Rahova. Im Anschluss absolvierte er ein Studium der Politik- und Wirtschaftswissenschaften sowie ein Studium an der Akademie für Sozial- und Politikwissenschaften „Ștefan Gheorghiu“. 
Neben einer Tätigkeit von 1961 bis zum 30. Juni 1964 als Vizepräsident des Zentralrates des Gewerkschaften war er von 1961 bis 1965 erneut Mitglied der Großen Nationalversammlung, in der er nunmehr den Wahlkreis Borșa vertrat.

### Botschafter und ZK-Sekretär
Anschließend wurde Mușat am 20. März 1965 Botschafter in Kuba und bekleidete diese Funktion mehr als sechs Jahre lang bis zum 18. Mai 1971. Nach seiner Rückkehr nach Rumänien war er seit dem 18. Oktober 1971 zuerst Sekretär und anschließend vom 15. Oktober 1974 bis zum 34. Februar 1977 Erster Sekretär des Parteikomitees sowie Präsident des Exekutivkomitees des Volksrates im Kreis Argeș. Zwischenzeitlich wurde auf dem elften Parteitag der PCR vom 24. bis 27. November 1974 zum Mitglied des ZK der PCR gewählt und gehörte diesem bis zum 22. November 1984 an.
Daneben war er von 1975 bis 1985 wieder Mitglied der Großen Nationalversammlung und vertrat in dieser erst den Wahlkreis Nr. 4 Bălcești sowie anschließend zwischen 1980 und 1985 den Wahlkreis Nr. 4 Buftea. Während seiner Parlamentszugehörigkeit fungierte er vom 17. März 1975 bis zum 29. März 1980 auch als Sekretär der Großen Nationalversammlung.
Nach Beendigung seiner Tätigkeit im Kreis Argeș fungierte er vom 8. Februar 1977 bis zum 28. März 1978 als Generaldirektor der staatlichen Rundfunkgesellschaft RTR (Radioteleviziunea Română). Am 23. März 1978 wurde Mușat Sekretär des ZK und bekleidete diese Funktion bis zum 27. Januar 1979. Im Anschluss wurde er Erster Sekretär sowie Präsident des Exekutivkomitees des Volksrates im Kreis Ilfov, ehe er zwischen 1982 und dem 18. August 1983 Erster Sekretär sowie Präsident des Exekutivkomitees des Volksrates im Kreis Giurgiu war.
Am 18. August 1983 wurde Mușat außerordentlicher und bevollmächtigter Botschafter in Mosambik und verblieb dort bis zum 6. März 1990. Zugleich war er zwischen dem 28. Juni 1984 und dem 6. März 1990 auch als Botschafter im Königreich Lesotho akkreditiert.

## Weblink
- Biografie in Consiliul Național pentru Studiera Arhivelor Securității. Membrii C.C. al P.C.R. 1945–1989. Dicționar, S. 413

| Personendaten    | Personendaten               |
| ---------------- | --------------------------- |
| NAME             | Mușat, Vasile               |
| KURZBESCHREIBUNG | rumänischer Politiker (PCR) |
| GEBURTSDATUM     | 15. März 1926               |
| GEBURTSORT       | Călinești, Kreis Argeș      |
| STERBEDATUM      | 1999                        |
| STERBEORT        | Bukarest                    |